# Bursjötjärnen
Bursjötjärnen är en sjö i Örnsköldsviks kommun i Ångermanland och ingår i Gideälven-Idbyåns kustområde. Sjön har en area på 0,0458 kvadratkilometer och ligger 19,3 meter över havet. Sjön avvattnas av vattendraget Burebäcken.

## Delavrinningsområde
Bursjötjärnen ingår i det delavrinningsområde (702175-165714) som SMHI kallar för Mynnar i havet. Medelhöjden är 54 meter över havet och ytan är 12,6 kvadratkilometer. Det finns inga avrinningsområden uppströms utan avrinningsområdet är högsta punkten. Avrinningsområdets utflöde Burebäcken mynnar i havet. Avrinningsområdet består mestadels av skog (63 procent) och jordbruk (11 procent). Avrinningsområdet har 1,3 kvadratkilometer vattenytor vilket ger det en sjöprocent på 10,3 procent.